# The Stunners
 (juillet 2015).
Si vous disposez d'ouvrages ou d'articles de référence ou si vous connaissez des sites web de qualité traitant du thème abordé ici, merci de compléter l'article en donnant les références utiles à sa vérifiabilité et en les liant à la section « Notes et références ».
The Stunners est un girl group américain de pop formé en 2007 à Los Angeles et dissout en 2011. 
Au départ, les membres du groupe étaient Allie Gonino, Hayley Kiyoko, Marisol Esparza, Kelsey Sanders (en) et Tinashe.

## Histoire
En juillet 2009, après le premier single Bubblegum, Kelsey Sanders quitte le groupe et est remplacée par Lauren Hudson.

En mai 2010, elles sortent un clip de leur single We Got It. Le groupe interprète la chanson au Today Show ainsi qu'au Wendy Williams Show. Elles signent chez Universal Republic Records en 2010 et sortent le single Dancin.

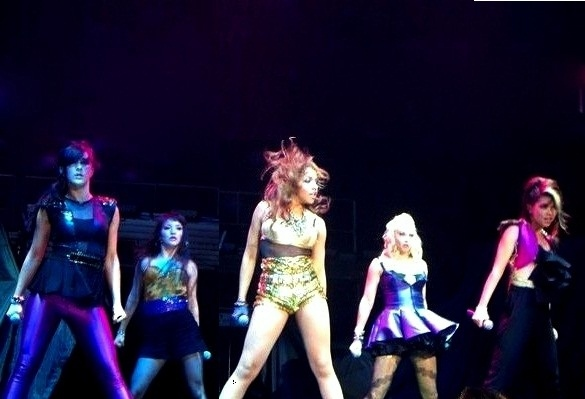
The Stunners le 2 juillet 2010 au TaxSlayer Center de Moline en première partie du My World Tour de Justin Bieber.